# Alhama de Almería
Alhama de Almería – gmina w Hiszpanii, w prowincji Almería, w Andaluzji, o powierzchni 26,24 km². W 2011 roku gmina liczyła 3847 mieszkańców.